# グリース・トラップ
グリース・トラップ（英語: grease trap、GT）とは、食用油や食物の脂肪などの油脂や、残飯や下処理の際の食品の屑などが、直接下水道に流入しないようにするために、排水口と下水道との間に設置される場合が有る阻集器の1種である。主に、大量の食材を扱う施設の排水設備の1つとして設置される。また、片仮名表記では、グリーストラップ、グリストラップなどの表記揺れが見られるものの、本稿では記事名と同じ、グリース・トラップの表記に統一する。ほかにも、油水分離槽・油水分離桝・油脂分離槽などの呼び方がある。なお、下水管から悪臭が立ち昇ってくる事態を防ぐ装置である排水トラップとは異なる。グリース・トラップ内部には次第に油脂などが溜まってくるため、その機能を保つためには定期的な清掃が必要である。

## 語源に関して
この設備は主に、grease（油脂）のような水よりも比重の軽い排水への混入物に対して効果を発揮する、trap（不要物除去装置）である。英語のニュアンスを意訳すると「油脂を罠にひっかけて除去する物」といった意味合いである。

## 装置
設置の目的は下水道施設の負担軽減と公共用水域の水質保全が挙げられる。

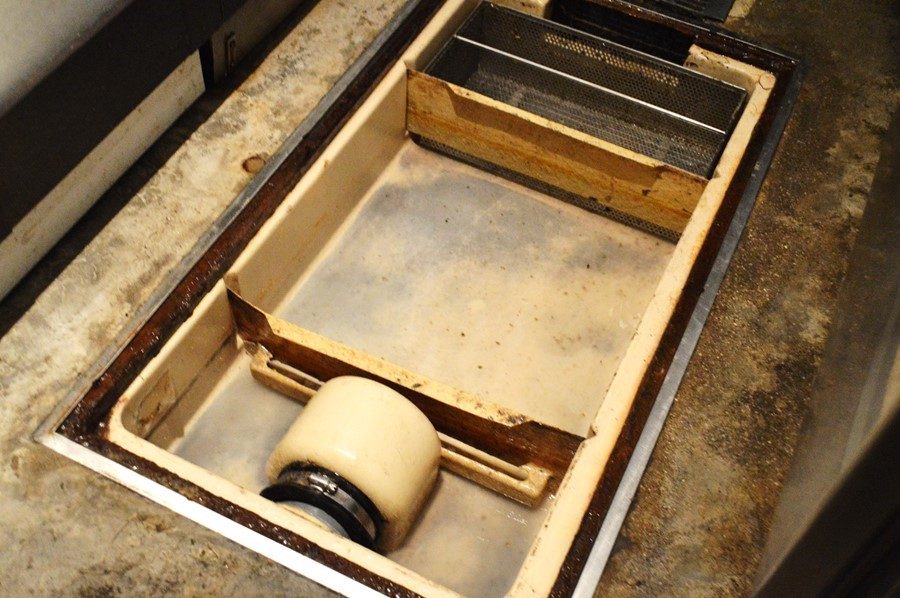
グリース・トラップの設置例。

グリース・トラップは、油脂だけを取り除く装置とは限らない。まず、排水口からの排水を、粗い網目のカゴに通して、排水に混じった大きなゴミを除去する装置が挿入される場合が有る。その後に、排水を一時的に滞留させて、そこで比重の差を利用して、水よりも比重の軽い油脂のような物が、滞留させた排水の上面に浮かんでくる性質を利用して、油脂を排水から除去する。こうして、下水管を詰まらせる恐れの有る物を、なるべく除去した上で、下水道へと排出する。つまり、グリース・トラップの先は、下水道へと接続している。なお、グリース・トラップの動作原理から自明なように、グリース・トラップには次第にゴミや油脂が溜まってくる。限度を超えて溜まれば、下水道への油脂などの流入を防げなくなる。また、グリース・トラップが詰まり、下水道への正常な排水が難しくなる可能性も有る。したがって、グリース・トラップは定期的に清掃して、浮遊物の物理的除去が必要である。なお、排水を一時的に滞留させる装置なので、水よりも充分に比重の重い物体が排水に混じっていた場合には、グリース・トラップで沈殿し得る。このため、ゴミや浮遊物の除去だけではなく、沈殿物の物理的除去も実施しなければならない。

## 配置
グリース・トラップは、厨房内などの屋内に設置する場合と、屋外に設置する場合が有る。屋外型の場合は、隙間から雨水が入り込まないように、適切な蓋をしておく必要が有る。なお、屋外型の場合には、野生動物が残飯をあさる場所にならないかの注意も必要である。

## 日本の法律との兼ね合い
日本の下水道法では「排水基準値」が設けられているわけだが、大量の油脂を下水道に流入させた場合には、排水停止が求められる可能性が有る。これを回避するために、グリース・トラップが役立つ可能性が有る。また日本の水質汚濁防止法では、大規模な飲食店などでは、事実上、グリース・トラップのような「油水分離」のための装置の設置が求められる。したがって、例えば給食施設のような、大量の食材を扱う場所では、そこからの排水を下水管に排出する前に、排水をグリース・トラップに通して、多くの油脂などが混じった排水から、油脂などを除去するために、この設備の設置が、事実上必要である。さらに、たとえグリース・トラップを設置しておいたとしても、適切に清掃管理を実施せずに、大量の油脂を下水道に流入させてしまった場合には、結局は下水道法の排水基準値に抵触する可能性が出てくる。
その一方で日本では、一般家屋などならば、設置義務は無い。

## 事故
2023年8月14日に、広島市の安佐南区の市立保育園で、同園に勤務する正規調理員の57歳の女性が、深さ約1 mのグリース・トラップに転落して、死亡した。その死因は溺死であった。彼女が1人で清掃していた最中に、何らかの原因で頭から転落したと見られる。彼女がグリース・トラップに頭から落下した状態でいた姿を、通りかかった保育士が発見して事故は発覚した。同園に設置されていたグリース・トラップの開口部は60 cm x 30 cmで、事故当時のグリース・トラップ内の水深は不明だが、事故の翌日に確認した際の水深は35 cm程度だった。